# Fadimata Walet Oumar
Fadimata Walet Oumar est une chanteuse, une musicienne et une militante des droits humains malienne, née vers 1960 à Gargando.

## Biographie
Elle naît vers 1960 à Gargando, dans cette zone médiane entre le nord et le sud du pays tout en étant à proximité de la frontière de la Mauritanie, dans la région de Tombouctou et plus précisément dans le cercle de Goundam. Elle mène la vie d’une nomade touareg pendant sa jeunesse,  chantant le soir autour du feu, accompagnée à l’anzad. Sa passion pour la musique lui vaut le surnom de Disco.
Au début des années 1990 et jusqu'en 1996, les Touaregs prennent les armes et rentrent en rébellion contre les États malien et nigérien. Des camps de réfugiés sont installés avec l’aide des institutions internationales en Mauritanie et au Burkina Faso, pour les populations des territoires concernés. Fadimata Walet Oumar trouve refuge au Burkina Faso. Dans une situation de détresse, elle veut informer le monde sur la situation des Touaregs dans les camps. Entre 1990 et 1995, elle se rend à plusieurs reprises en Italie,  ayant quelques-années auparavant lié contact avec des scientifiques de ce pays durant une de leur enquête en pays dogon. En 1995, elle fonde l'association de femmes Tartit'n'Chetma (« L'Union des sœurs »), pour une résinsertion économique et une scolarisation des enfants. La même année, une proposition de Brigitte Caquet, directrice d’un festival, à Liège, Voix de femmes, l'encourage à former un groupe musical et à se produire à Liège et en Europe. pour venir jouer en Europe. Fadimata Walet Oumar accepte, considérant que la musique peut être un moyen de sensibilisation aux conditions de vie des familles touaregs exilées. C’est la formation du groupe Tartit, qui trouve progressivement son audience. 
Le 27 mars 1996, a lieu une cérémonie de la flamme de la paix à Tombouctou, au cours de laquelle 3 600 armes des anciens rebelles sont détruites, pour marquer la fin de la rébellion.  Mais la lutte armée reprend en 2012, entre le MLNA et l’armée nationale malienne. Les djihadistes, aidé d’ex-mercenaires Touareg revenant de Libye, mettent à profit la situation et envahissent le nord du Mali. Ils en chassent les musiciens. Fadimata Walet Oumar est amené à nouveau à s'exiler au Burkina Faso,.  Tout en prolongeant son parcours avec le groupe Tartit, elle  continue à s’investir dans une mission de porte-parole des familles de Touaregs, « les oubliés de l'histoire officielle », et de la culture touareg.